# Carukiidae
Carukiidae é uma família de medusas da classe Cubozoa. Carukiidae contém as espécies de cubomedusas identificadas como causadoras da chamada síndrome de Irukandji. Antes de Bentlage et al. (2010), os gêneros contidos agora em Carukiidae estavam classificados em Tamoyidae ao lado de Tamoya. Atualmente, os Carukiidae conhecidos são apenas na região Indo-Pacífica, variando de Nova Gales do Sul, na Austrália, até Honshu, no Japão, no eixo norte-sul. Muito pouco se sabe sobre os limites leste e oeste da distribuição de Carukiidae. Gershwin e Alderslade (2005) fornecem uma comparação tabular dos gêneros Carukiidae (então chamados Tamoyidae). As diferenças na forma dos chifres ropalianos, os padrões de ramificação dos canais velariais e o número e arranjo das verrugas de nematocistos nas lapelas perradiais são os caracteres morfológicos mais confiáveis para distinguir os gêneros de
Carukiidae. Além disso, as contagens e padrões de verrugas de nematocistas no velário podem ser distintas entre os gêneros Carukiidae.

## Classificação
- Carukia
  - Carukia barnesi (Southcott, 1967)
  - Carukia shinju (Gershwin, 2005)
- Gerongia
  - Gerongia rifkinae (Gershwin & Alderslade, 2005)[5]
- Malo
  - Malo kingi (Gershwin, 2007)
  - Malo maximus (Gershwin, 2005)
  - Malo filipina (Bentlage & Lewis, 2012)
  - Malo bella (Gershwin, 2014)[6]
- Morbakka
  - Morbakka fenneri (Gershwin, 2008)
  - Morbakka virulenta (Kishinouyea, 1910)